# Курмаз Олександр Володимирович
Олекса́ндр Володи́мирович Ку́рмаз (працює під ім'ям — Са́ша Ку́рмаз); народ. 1986 р., Київ, Україна, УСРР — український художник, фотограф.

## Біографія
Народився в 1986 році в м. Київ. Закінчив Київський електромеханічний коледж (КЕМК) у 2005 році, та Національну академію керівних кадрів культури і мистецтв (НАКККіМ) у 2008 році. На початку 2000-х належав до київської графіті-спільноти, та був активним участником неформального об'єднання «Пся Крев», знакового для української графіті сцени колективу, що працював як в класичному, так і в пост-графіті стилі. З 2010 року займається незалежними художніми проєктами та фотографією. Живе і працює в Києві.

## Художня практика
Мистецьку практику Курмаза найбільш точно можна охарактеризувати як міждисциплінарну, що поєднує в собі різноманітні медіа та жанри, серед яких — фотографія, відео, перформативні практики та інтервенції у публічний простір. Останній незмінно залишається однією з основних територій, де розгортаються мистецькі експерименти автора. Громадянський спротив та проблема соціальної дискримінації, горизонтальні форми співпраці та співтворчості — усі ці теми знаходять своє відображення в мистецьких проєктах Курмаза, пропонуючи актуальний коментар до соціальних і політичних проблем свого часу. Художник в гостро-критичній тональності розкриває питання повʼязані з проявом владних дискурсів, точками суспільної напруги та межами інтимного-публічного.

## Нагороди
2023 р. лауреат Гран-прі Images Vevey. Веве, Швейцарія.
2020 р. лауреат Премії імені Казимира Малевича. Київ, Україна.
2016 р. лауреат Премії С/O Berlin Talent Award. Берлін, Німеччина.
2014 р. стипендіат програми Міністра культури та національної спадщини Республіки Польща. Краків, Польща.

## Персональні виставки
2021 — «Коли страх стає другом». Галерея The Naked Room, Київ, Україна.
2016 — «Мармурові янголи з луками трусили в тінях маленькими пісюнами, натягували луки і безтурботно сміялися над смертю». PinchukArtCentre, Київ, Україна.
2016 — «Метод». C/O Berlin, Берлін, Німеччина.
2015 — «Мій світ недостатньо реальний для Апокаліпсису». Галерея Detenpyla, Львів, Україна.

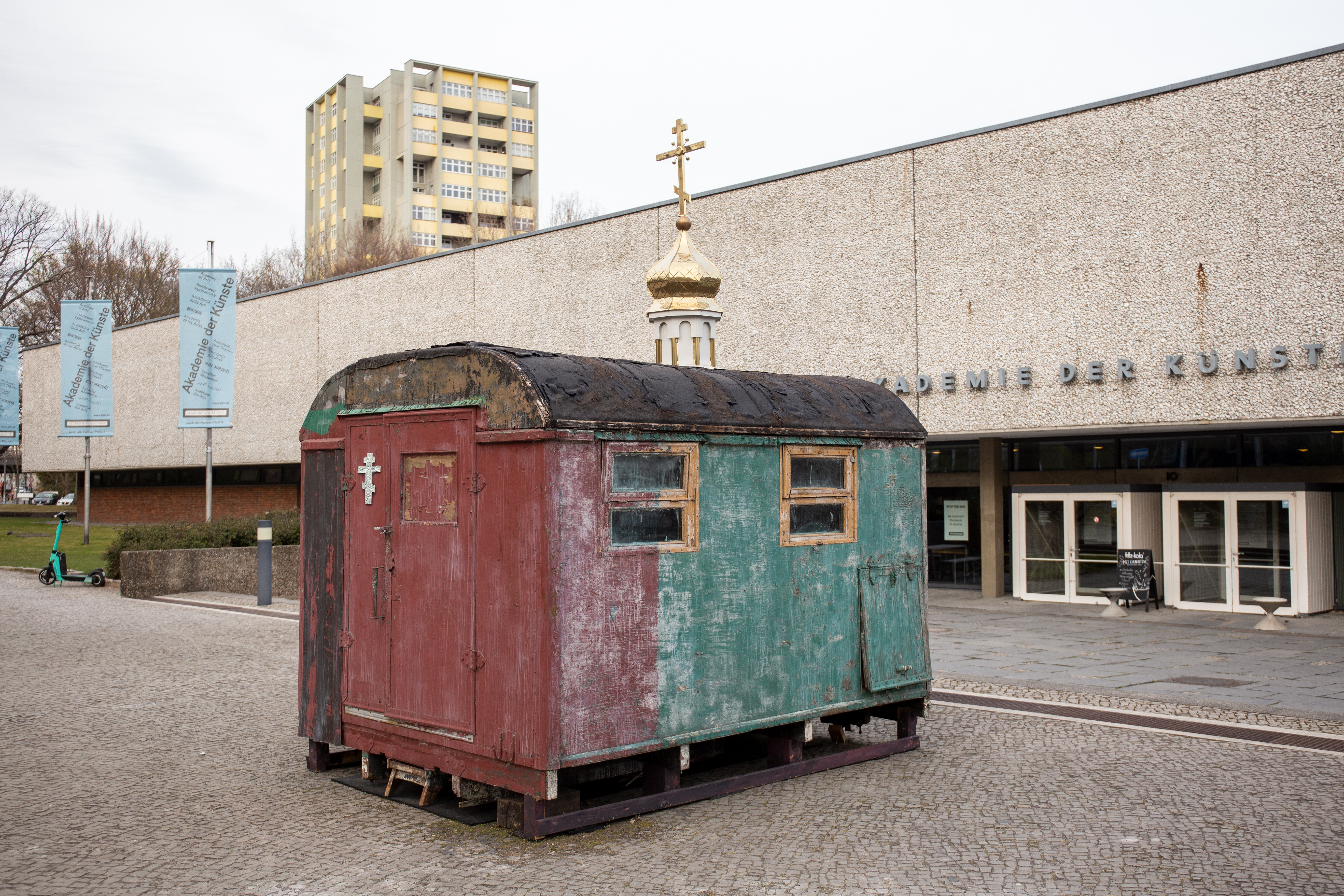
Інсталяція «Храм Преображення Господнього», Akademie der Künste, Берлін, Німеччина 2022 р.

2014 — “Zaraz Wracam”. Галерея NOVA, Краків, Польща.
2010 — "Talking Walls". Галерея Viuro, Варшава, Польща.

## Вибрані групові виставки
2024 — “Essential Goods” Павільйон Культури, Київ, Україна.
2023 — “Before the Future”. Український павільйон. Міжнародна архітектурна виставка Biennale di Venezia. Венеція, Італія.
2023 — «Ти як?». Національний центр «Український Дім», Київ, Україна.
2023 — Київська бієнале. Готелі Інтурист-Закарпаття. Ужгород, Україна.
2023 — “Crossing Lines. Politics of Images”. Robert Capa Contemporary Photography Center, Будапешт, Угорщина.
2023 — “Kaleidoscope of (Hi)stories. Ukrainian Art 1912 – 2023”. Albertinum музей, Дрезден, Німеччина.
2022 — “The Pain of Others”. DOX Centre for Contemporary Art, Прага, Чехія.

2022 — “What is depicted here?”. Музей Folkwang, Ессен, Німеччина.

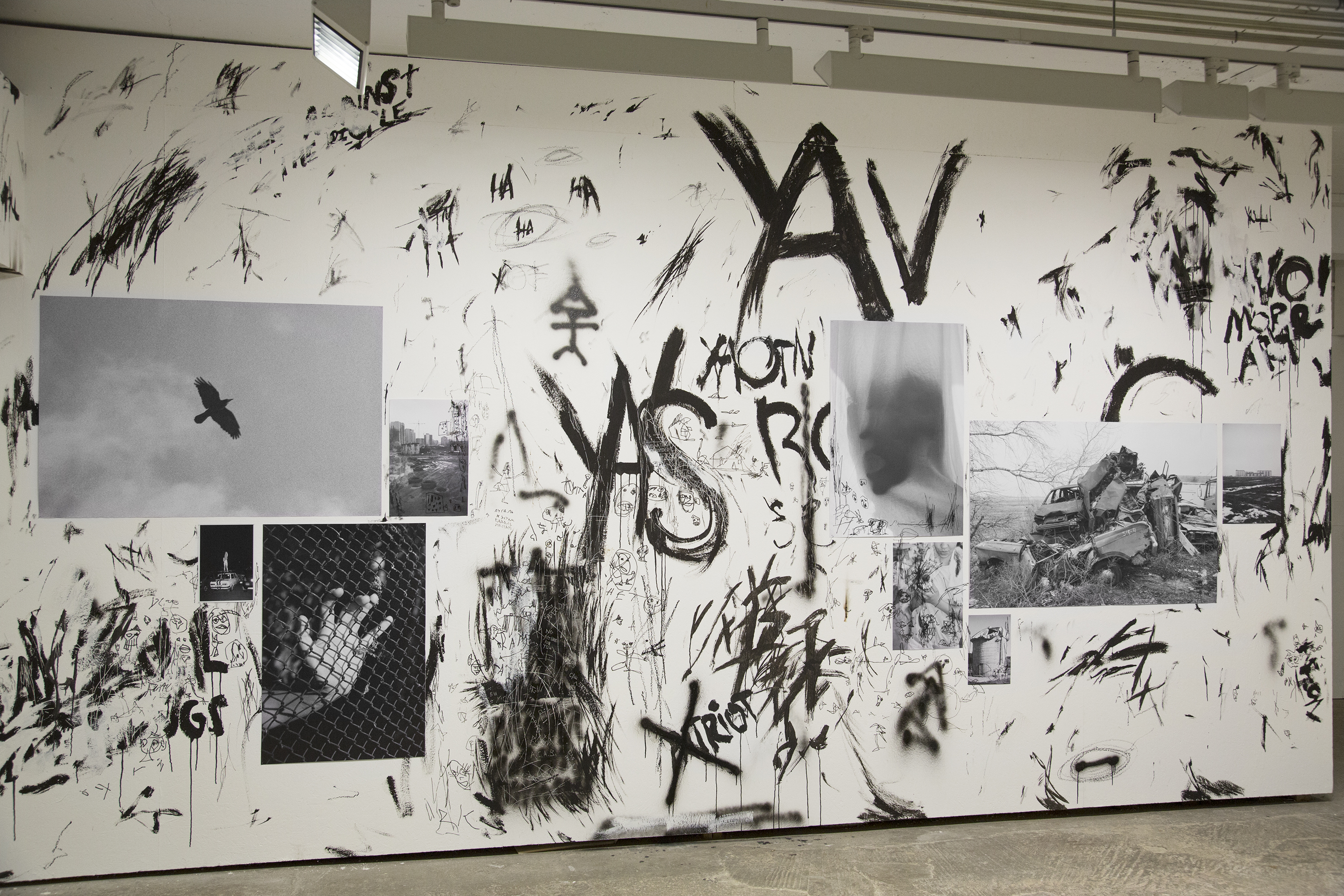
Фрагмент експозиції. OXYD Kunsträume, Вінтертур, Швейцарія 2018 р.

2022 — “What Matters”. Akademie der Künste, Берлін, Німеччина.
2021 — «Чутливість. Сучасна українська фотографія». Мистецький Арсенал, Київ, Україна.
2021 — «Згадати той день коли». PinchukArtCentre, Київ, Україна.
2020 — «Алфавіт вайны». Національний центр сучасного мистецтва Республіки Білорусь (НЦСМ), Мінськ, Білорусь.
2019 — “The Body of Propaganda”. Latvian Museum of Photography, Рига, Латвія.
2019 — "Between Fire and Fire: Ukrainian Art Now". Atelierhaus der Akademie der bildenden Künste Wien, Відень, Австрія.
2018 — “Revolutionize!”. Мистецький Арсенал, Київ, Україна.
2016 — «Ступінь залежності». Галерея Awangarda BWA Вроцлав. Вроцлав, Польша.
2016 — «В темряву». WUK. Відень, Австрія.
2015 — 19-й Фестиваль фотографії в Біль, Швейцарія.
2015 — Фестиваль фотографії в Каунас, Литва.
2014 — «Захват». Культурний фонд «Ізоляція», Київ, Україна.
2014 — «Після перемоги». ЄрміловЦентр, Харків, Україна.
2013 — “Global Activism”. ZKM | Центр мистецтва і медіатехнологій, Карлсруе, Німеччина.
2013 — «Україна: Экспропріація». Галерея «Гринберг», Москва, Росія.
2013 — «Территория совместных действий». 16thLINE art-gallery, Ростов-на-Дону, Росія.
2013 — «Ukrainian News». ЦСМ Уяздовський замок, Варшава, Польща.

2013 — «Система координат». Єрмілов Центр, Харків, Україна.

Абстрактне графіті на стіні. Київ, Україна 2010 р.

2012 — «Переменная облачность». Арт-фонд «Ізоляція», Донецьк, Україна.
2012 — Santorini Biennale of Arts. Санторині, Греція.
2012 — «Українське тіло». (ЦВК) при НаУКМА, Київ, Україна.
2011 — «Ворваться с бешенством в борьбу». Галерея Paperworks, Москва, Росія.
2011 — «BARTHOLOMEW». Галерея 12 Mail, Париж, Франція.
2010 — «GERM FREE ADOLESCENTS». Галерея Radio, Мілан, Італія.
2010 — «RECUSANSY». Галерея Bottega, Київ, Україна.
2008 — KIEV DANDYS «С корабля на бал». Галерея Глобус, Санкт-Петербург, Росія.
2006 — «Graffiti in Focus». Галерея ЦСМ Сороса при НаУКМА, Київ, Україна.